# Omklädningsrum

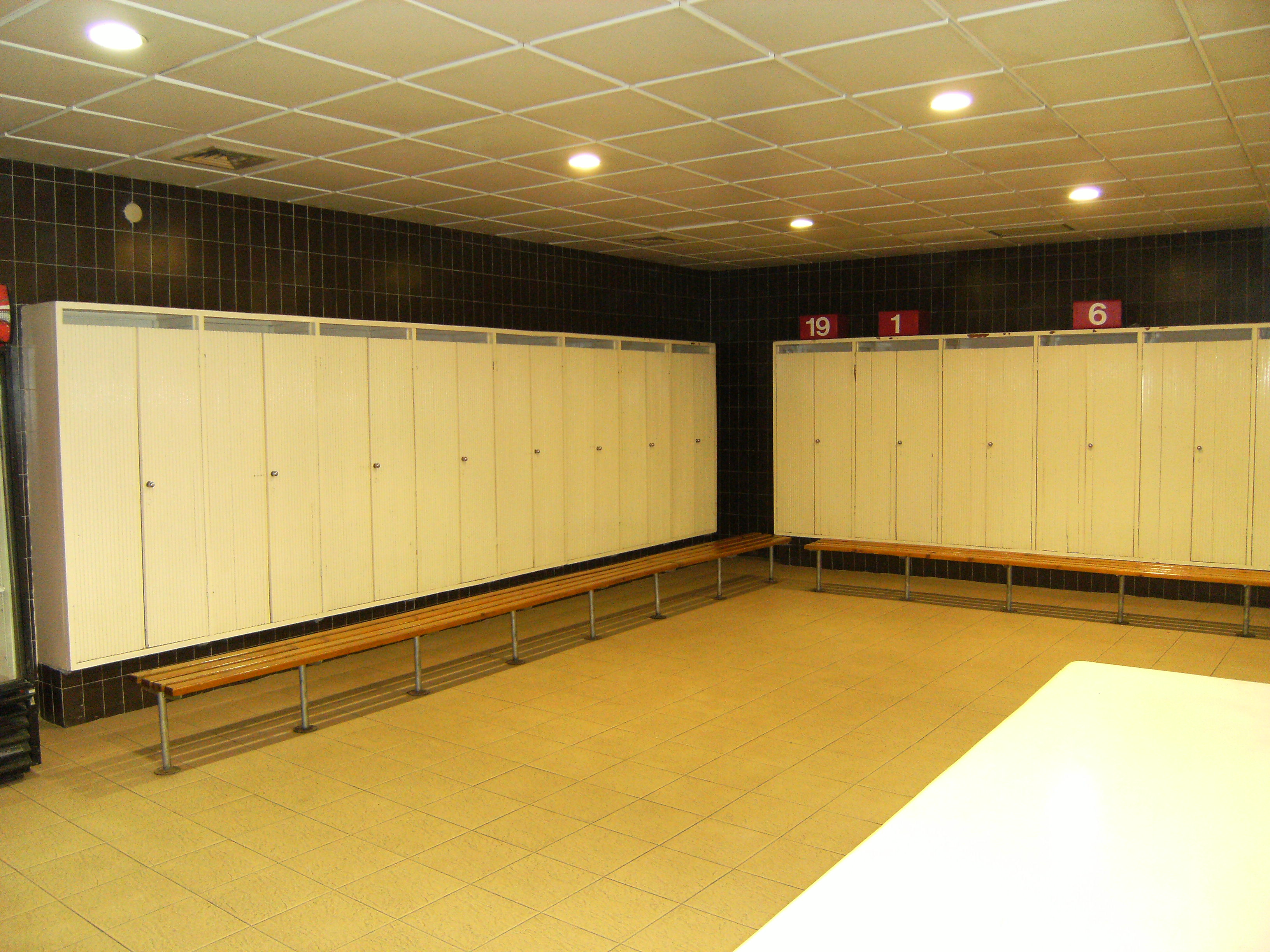
Gammalt omklädningsrum i Camp Nou.

Omklädningsrum är ett rum i till exempel en gymnastiksal, sim- eller sportanläggning där de aktiva byter om före och efter tävling och träning. I ett omklädningsrum finns det oftast duschar och bänkar där man kan sitta och byta om och klädhängare där man kan hänga de kläder man för tillfället inte använder. Ibland finns låsbara skåp för kläder och tillhörigheter, inte minst i simhallar. Det brukar även finnas toalett och ibland bastu.
Traditionellt brukar det finnas ett omklädningsrum för män/pojkar och ett annat för kvinnor/flickor. På 2010-talet har det blivit vanligare med alternativa, könsneutrala omklädningsrum. I Sverige fanns det år 2013 könsneutrala omklädningsrum i badhus i Norrtälje och Lund samt på Södra Latins gymnasium.
En kyrklig motsvarighet är sakristian där prästen byter om inför gudstjänsterna.
Ordet "omklädningsrum" är belagt, då i formen "omklädnadsrum", i svenska språket sedan 1906.

## I populärkulturen
I filmer och TV-serier brukar omklädningsrummet vara en miljö där det sker mobbning, coachning och ryktesspridning. I lägre årskurser, som i Bert och Sune, förekommer det att pojkarna smygtittar in i flickornas omklädnings- och duschrum efter idrottslektionerna.